# 強擊
強擊（日语：ヴィブロス），是日本純種競賽馬匹。生涯活躍於一哩至中距離賽事，曾勝出2016年秋華賞及2017年杜拜草地大賽，並於2018年香港一哩錦標跑獲亞軍，更在同年及2019年的杜拜草地大賽奪得二連亞。

## 出賽前
2013年4月9日出身於北海道安平町北部牧場，成長途中被前棒球選手兼馬主、被稱爲「大魔神」的佐佐木主浩購入。
其後栗東訓練中心練馬師友道康夫訓練。

## 競賽生涯

### 2歲
2015年10月24日出戰京都競馬場2歲新馬戰，於直路上不斷加速下仍然無法縮窄和前方馬匹的距離，最終以3/4馬位差距落敗得第二。
11月21日出戰2歲未勝利戰，於其中一直保持於領放馬後方約莫4馬位的位置推進，直路中段於其瞬間加速下超越對手領先，最終拉開後方1 1/2馬位取得首勝。

### 3歲
2016年年初，其受到鳴喘症及慢性胃潰瘍的影響下體態崩壞，因而於3月的鬱金香賞及百花盃未能發揮實力，最終均以第十二大敗。
其後經過約4個月的休養並接受手術後，於7月24日在3歲以上500萬獎金以下條件戰復出。比賽開始後，其選擇於中團位置逐步推進，於直路抽出外檔望空加速，最終以凌厲的知姿勢超越前方對手並不斷拉開距離，最終以4馬位的優秀取得勝利。
9月10日出戰紫苑錦標，縱然於第三彎道稍微失去平衡並險將騎師福永祐一拋下，但其於進入直路後仍然可以克服此致命劣勢帶來的影響急劇加速，最終僅敗於鹿女俠取得第二。
10月16日出戰秋華賞，被視爲繼紫苑錦標冠軍鹿女俠及櫻花賞馬Jeweler後的第三人氣。比賽開始後，前方由火星花帶出，強擊和Jeweler於中團位置推進，而鹿女俠則於後方位置追走。通過第四彎道時，其逐步抽出外檔位置準備發力，並於直路上不斷衝出下轟出後600米33.4秒的恐怖末腳，最終超越所有對手之餘亦成功堅守位置，以1/2馬位優勢取得首個一級賽冠軍。

### 4歲
2017年年初陣營接受阿聯酋方面的邀請決定遠征並以杜拜草地大賽爲目標，因而於2月26日出戰中山紀念作熱身。比賽開始後，其繼續於中團位置展開推進，但於直路未能繼續加速下最終僅獲得第五。

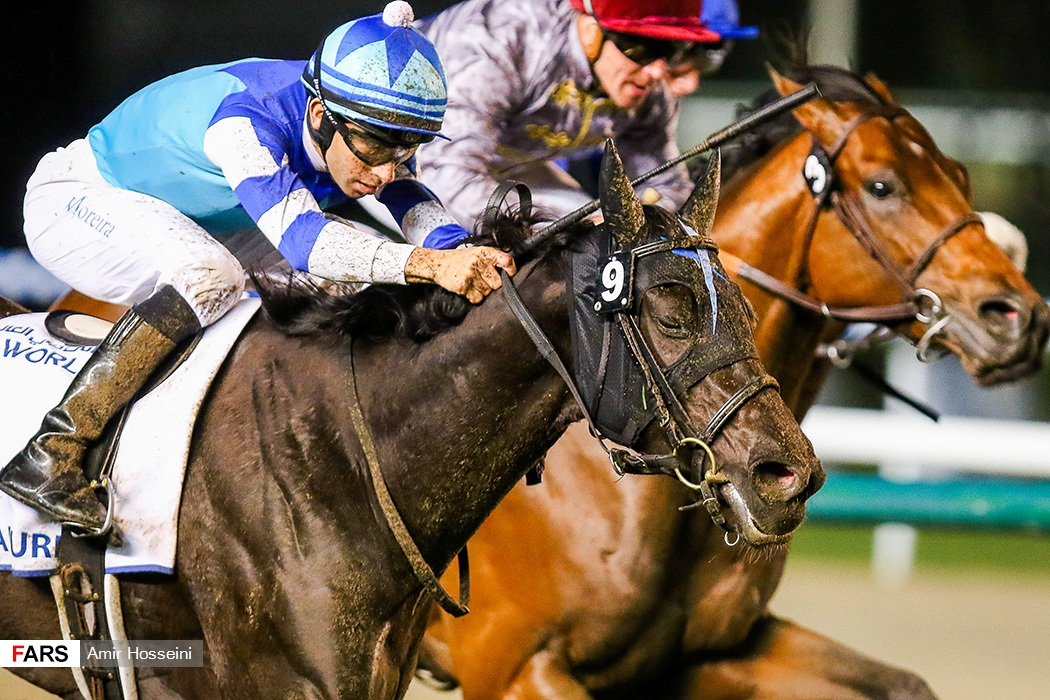
出戰2017年杜拜草地大賽的強擊

3月25日按照計劃出戰杜拜草地大賽，比賽初段選擇於中團靠後的內欄位置推進，並於進入直路後仍然處於貼欄的狀態被其他賽駒阻擋。然而於直路終端，其於旁邊的賽駒加速後有空隙突破並抽出外檔，不斷加速之下成功超越稍早衝出的豪森，最終以1/2馬位再度奪得冠軍。
回國後其並未出戰維多利亞一哩賽或寶塚紀念，而是進入放草。10月14日於放草完成後出戰府中牝馬錦標，雖然於比賽途中保持於第六的位置並於直路成功加速，但仍然未能超越一直慢放的火星花，最終落敗得第二。
11月12日出戰女皇伊利沙伯二世盃，雖然賽前獲得第一人氣，但於比賽途中未能順應騎師李慕華的指揮以有利局面推進，最終於直路陷入劣勢下僅獲得第五。
年末，雖然其在國內未有任何實績，但由於其本身贏得杜拜草地大賽，加上維多利亞一哩賽冠軍領銜女角進入秋季後狀態不佳，而女皇伊利沙伯二世盃冠軍魔族之鳥則爲3歲馬，因而其仍然以194票當選最佳4歲及以上雌馬。

### 5歲
2018年再度以中山紀念爲年度首戰，比賽初段選擇留後下未能於直路發揮爆發力衝出，最終以第八大敗。

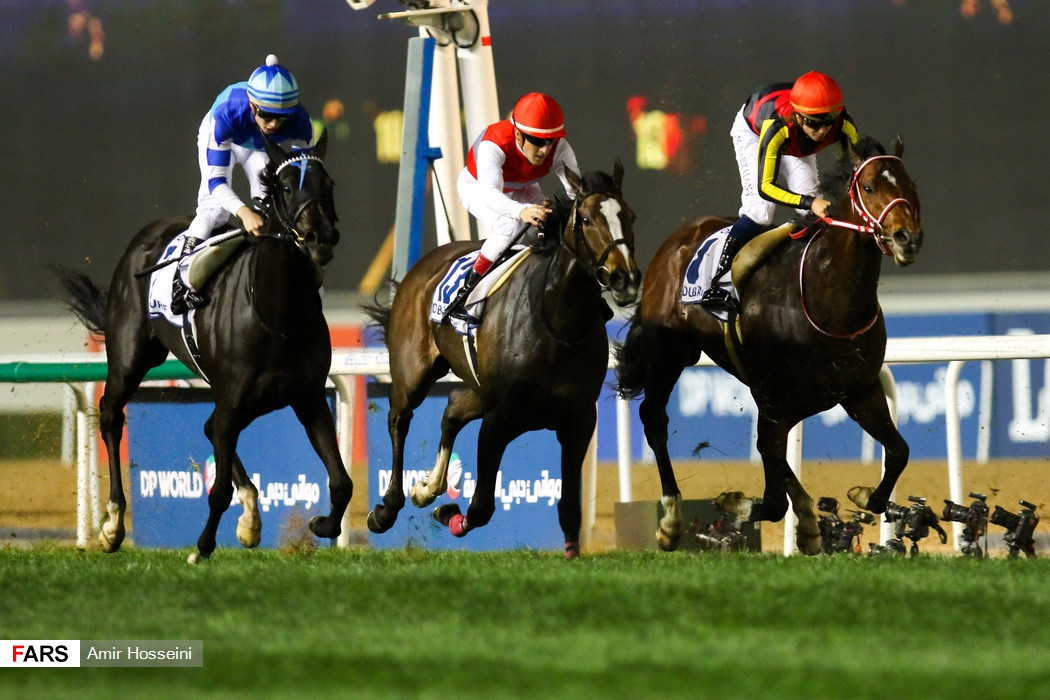
出戰2018年杜拜草地大賽的強擊 (左一藍帽)

其後遠征阿聯酋出戰杜拜草地大賽劍指連霸，並改由杜滿萊策騎。比賽開始後，其無視前方的快步速於後方等待時機，進入直路後隨即於外檔位置展開加速，可惜仍然未能追上前方的主隊馬拼百圖，於僅能壓贏同爲日本馬的不撓真鋼及迪雅卓下以第二完賽。
回國後出戰寶塚紀念，於中團位置等待時機下在直路上未有明顯的加速趨勢，最終敗於覓奇火箭、明月千里及探索火星獲得第四。
10月28日出戰秋季天皇賞，比賽途中以跟隨神業的形式於第三推進，雖然進入直路後成功閃入內欄減省腳程，但最終於失速之下僅獲得第八。
其後遠征香港出戰香港一哩錦標並以此爲退役戰，比賽途中一路保持於中團靠後位置，通過最後彎道時候逐步抽出大外檔望空。進入直路後，其於不斷加速之下以凌厲姿態衝出，最終僅敗於主隊馬美麗傳承取得第二。
鑑於其在香港一哩錦標的優秀戰績，馬主佐佐木主浩宣佈將推遲其退役的日期，並於來年繼續現役。

### 6歲
2019年於未出戰任何國內比賽下直接遠征阿聯酋第三度挑戰杜拜草地大賽，比賽初段繼續採用擅長的居中戰術，於直路上跑出不俗的速度下僅被同爲日本馬的杏目壓制，最終獲得第二的戰績，亦達成連續三年於此賽事跑出頭二的優秀表現。
回國後，陣營宣佈將執行上年度末的退役計劃，並於4月10日取消日本中央競馬會的賽駒註冊。

### 詳細賽績
| 日期       | 舉辦國家/地區 | 馬場 | 距離   | 級別 | 賽事名稱           | 負重 | 騎師     | 馬號 | 出馬 | 名次 | 時間    | 頭馬（二馬）      |
| ---------- | ------------- | ---- | ------ | ---- | ------------------ | ---- | -------- | ---- | ---- | ---- | ------- | ----------------- |
| 24/10/2015 | 日本          | 京都 | 草1600 |      | 2歲新馬            | 54   | 杜滿樂   | 5    | 14   | 2    | 1:35.6  | Classic Lydia     |
| 21/11/2015 | 日本          | 京都 | 草1800 |      | 2歲未勝利          | 54   | 杜滿萊   | 8    | 11   | 1    | 1:48.8  | （Ribbon Flower） |
| 5/3/2016   | 日本          | 阪神 | 草1600 | GIII | 鬱金香賞           | 54   | 内田博幸 | 3    | 16   | 12   | 1:33.7  | 錫蘭寶石          |
| 31/3/2016  | 日本          | 中山 | 草1800 | GIII | 百花盃             | 54   | 内田博幸 | 6    | 16   | 12   | 1:50.1  | Angel Face        |
| 24/7/2016  | 日本          | 中京 | 草2000 |      | 3歲以上500萬以下   | 52   | 福永祐一 | 2    | 14   | 1    | 2:00.5  | (Aoi Princess)    |
| 10/9/2016  | 日本          | 中山 | 草2000 | GIII | 紫苑錦標           | 54   | 福永祐一 | 9    | 18   | 2    | 2:00.1  | 鹿女俠            |
| 16/10/2016 | 日本          | 京都 | 草2000 | GI   | 秋華賞             | 55   | 福永祐一 | 7    | 18   | 1    | 1:58.6  | （Pearl Code）    |
| 26/2/2017  | 日本          | 中山 | 草1800 | GII  | 中山紀念           | 54   | 内田博幸 | 3    | 11   | 5    | 1:47.9  | 新寫實派          |
| 25/3/2017  | 阿聯酋        | 美丹 | 草1800 | GI   | 杜拜草地大賽       | 55   | 莫雷拉   | 9    | 13   | 1    | 1:50.20 | （豪森）          |
| 14/10/2017 | 日本          | 東京 | 草1800 | GII  | 府中牝馬錦標       | 56   | 李慕華   | 1    | 14   | 2    | 1:48.1  | 火星花            |
| 12/11/2017 | 日本          | 京都 | 草2200 | GI   | 女皇伊利沙伯二世盃 | 56   | 李慕華   | 16   | 18   | 5    | 2:14.6  | 魔族之鳥          |
| 25/2/2018  | 日本          | 中山 | 草1800 | GII  | 中山紀念           | 56   | 内田博幸 | 3    | 10   | 8    | 1:48.1  | 勝出光采          |
| 31/3/2018  | 阿聯酋        | 美丹 | 草1800 | GI   | 杜拜草地大賽       | 55   | 杜滿樂   | 7    | 15   | 2    | 1:49.27 | 拼百圖            |
| 24/6/2018  | 日本          | 阪神 | 草2200 | GI   | 寶塚紀念           | 56   | 福永祐一 | 10   | 16   | 4    | 2:12.1  | 覓奇火箭          |
| 28/20/2018 | 日本          | 東京 | 草2000 | GI   | 秋季天皇賞         | 56   | 福永祐一 | 3    | 12   | 8    | 1:57.7  | 金之霸            |
| 9/12/2018  | 香港          | 沙田 | 草1600 | GI   | 香港一哩錦標       | 55.5 | 布宜學   | 14   | 14   | 2    | 1:33.99 | 美麗傳承          |
| 30/3/2019  | 阿聯酋        | 美丹 | 草1800 | GI   | 杜拜草地大賽       | 55   | 巴米高   | 4    | 13   | 2    | 1:48.03 | 杏目              |

## 退役後
退役後，強擊成爲了配種馬，於北海道安平町北部牧場休養，在2019年進行配種。首匹子嗣Vencedores在2020年出生，可於2022年出賽。

### 詳細繁殖資料
| 數目   | 馬名        | 出生年 | 性別 | 父系     | 練馬師         | 馬主       | 戰績                 |
| ------ | ----------- | ------ | ---- | -------- | -------------- | ---------- | -------------------- |
| 第一匹 | Vencedores  | 2020   | 雄   | 龍王     | 栗東・友道康夫 | 佐佐木主浩 | 8戰2冠2亞1季（現役） |
| 第二匹 | Shivers     | 2021   | 雄   | 滿樂時   | 栗東・友道康夫 | 佐佐木主浩 | 8戰3冠0亞3季（現役） |
| 第三匹 | Kravans     | 2022   | 雄   | 龍王     | 栗東・友道康夫 | 佐佐木主浩 | 2戰0冠0亞0季（現役） |
| 第四匹 | Amber Waves | 2023   | 雌   | 澤芳     |                |            | （出賽前）           |
| 第五匹 | 強擊2024    | 2024   | 雄   | 神威啟示 |                |            | （出賽前）           |

## 血統簡介
父系大震撼爲日本賽駒，爲日本賽馬史上第二匹無敗三冠馬，生涯出戰十四場賽事僅得兩場未能勝出，退役後配種成績亦極爲優秀。祖父週日寧靜是美國三冠賽雙軍馬，退役後在日本配種，在日本馬壇相當成功，贏得多項分級賽事，其子嗣贏得巨額獎金。
母系Halwa Sweet爲日本賽駒，生涯戰績不佳未能突破條件戰級別，但由於其缺少尾部的特殊外觀受到不少馬迷注意，於日本國內知名度頗高。外祖父Machiavellian爲美國出身的法國賽駒，生涯戰績優秀，曾勝出一級賽莫尼大賽及撒拉曼德大賽。

### 血統表
| 父線：週日寧靜系（Halo系）                            |                              |               |                    |
| 種馬 大震撼 2002年（棗色）                            | 週日寧靜 1986年（棕色）      | Halo          | Hail to Reason     |
| 種馬 大震撼 2002年（棗色）                            | 週日寧靜 1986年（棕色）      | Halo          | Cosmah             |
| 種馬 大震撼 2002年（棗色）                            | 週日寧靜 1986年（棕色）      | Wishing Well  | Understanding      |
| 種馬 大震撼 2002年（棗色）                            | 週日寧靜 1986年（棕色）      | Wishing Well  | Mountain Flower    |
| 種馬 大震撼 2002年（棗色）                            | 風中秀髮 1991年（棗色）      | Alzao         | 利法爾             |
| 種馬 大震撼 2002年（棗色）                            | 風中秀髮 1991年（棗色）      | Alzao         | Lady Rebecca       |
| 種馬 大震撼 2002年（棗色）                            | 風中秀髮 1991年（棗色）      | Burghclere    | Busted             |
| 種馬 大震撼 2002年（棗色）                            | 風中秀髮 1991年（棗色）      | Burghclere    | Highclere          |
| 繁殖雌馬 Halwa Sweet 2001年（栗色）                   | Machiavellian 1987年（棗色） | 淘金者        | Raise A Native     |
| 繁殖雌馬 Halwa Sweet 2001年（栗色）                   | Machiavellian 1987年（棗色） | 淘金者        | Gold Digger        |
| 繁殖雌馬 Halwa Sweet 2001年（栗色）                   | Machiavellian 1987年（棗色） | Coup de Folie | Halo               |
| 繁殖雌馬 Halwa Sweet 2001年（栗色）                   | Machiavellian 1987年（棗色） | Coup de Folie | Raise the Standard |
| 繁殖雌馬 Halwa Sweet 2001年（栗色）                   | Halwa Song 1996年（栗色）    | 雷利耶夫      | 北地舞人           |
| 繁殖雌馬 Halwa Sweet 2001年（栗色）                   | Halwa Song 1996年（栗色）    | 雷利耶夫      | Special            |
| 繁殖雌馬 Halwa Sweet 2001年（栗色）                   | Halwa Song 1996年（栗色）    | Morn of Song  | 害羞新郎           |
| 繁殖雌馬 Halwa Sweet 2001年（栗色）                   | Halwa Song 1996年（栗色）    | Morn of Song  | Glorious Song      |
| 雌系：Glorious Song系（號族：12-c）                   |                              |               |                    |
| 五代內近親交配：Halo 3×4×5、北地舞人 5×4、Natalma 5×5 |                              |               |                    |

## 命名由來
名字Vivlos（ヴィブロス）出自希臘納克索斯島中的村莊Tripodes的別稱：Vivlos，香港方面則誤認為是帶有「震動」之意的Vibros，因而翻譯為「強擊」。

## 外部連結
- 強擊 netkeiba.com （页面存档备份，存于）
- 血統表 （页面存档备份，存于）